# Новікова Ірина Юріївна
Новікова Ірина Юріївна (15 січня 1986, Львів) — український державний діяч, управлінець. Заступник міністра розвитку економіки, торгівлі та сільського господарства України (з 22 липня 2020). З 19 до 21 травня 2021 року — виконуюча обов'язки міністра розвитку економіки, торгівлі та сільського господарства України.

## Біографія
Народилась 15 січня 1986 році в місті Львів. У 2007 закінчила юридичний факультет Львівського Національного університету ім. І. Франка та отримала кваліфікацію «магістр права». Закінчила ряд навчальних програм в КНР, Польщі, Туреччині, Німеччині, США.

### Кар'єра
Почала кар'єру як помічник прокурора Турківського району Львівської області.
З 2011 року працює в Міністерстві розвитку економіки, торгівлі та сільського господарства України. З жовтня 2011 — червень 2013: Головний спеціаліст відділу правового забезпечення інвестиційної діяльності управління правового забезпечення економічної політики юридичного департаменту Міністерства економіки України
Червень 2013 — серпень 2015: Заступник начальника управління державно-приватного партнерства та державних гарантій — начальник відділу розвитку державно-приватного партнерства департаменту інвестиційно-інноваційної політики та розвитку державно-приватного партнерства
Серпень 2015 — листопад 2017: Начальник відділу державно-приватного партнерства департаменту залучення інвестицій
Листопад 2017 — січень 2019: Заступник директора департаменту залучення інвестицій — начальник відділу державно-приватного партнерства
Січень 2019 — липень 2020: Директор департаменту інвестицій
З 2015 року активно співпрацювала з експертами Світового Банку, Міжнародної фінансової корпорації, ЄБРР щодо реформування сфери державно-приватного партнерства в Україні, у тому числі координувала роботу щодо реформування концесійного законодавства та особисто брала участь у розробці нового закону України «Про концесію»з, також брала участь у створені зДО «Агенція розвитку ДПП», та у підготовці до реалізації проектів ДПП як на державному, так і місцевому рівнях.
З 2016 бере участь у робочих групах ЄЕК ООН щодо впровадження ДПП, в першу чергу, спрямованого на потреби людей для досягнення ЦСР.
22 липня 2020 року Кабінет Міністрів України розпорядженням № 904-р призначив Ірину Новікову заступником Міністра розвитку економіки, торгівлі та сільського господарства України. До сфери повноважень належить формування та реалізація державної інвестиційної політики, державної політики у сфері державно-приватного партнерства, технічного регулювання, стандартизації, метрології та метрологічної діяльності; формування та реалізація, державної політики у сфері розвитку підприємництва, державного ринкового нагляду.
З 19 до 21 травня 2021 року Ірина Новікова виконувала обов'язки міністра розвитку економіки, торгівлі та сільського господарства України.

## Нагороди та відзнаки
- Нагрудний знак Міністерства економічного розвитку і торгівлі України «За сумлінну працю» (2018 р.)
- Грамота Міністерства економічного розвитку і торгівлі України (2017 р.)
- Подяка Міністерства економічного розвитку і торгівлі України (2013 р.)

## Сім'я
Виховує доньку.

## Публікації
- Що змінилося після прийняття закону про концесії?[8]
- Державно-приватне партнерство як дієвий інструмент розвитку регіонів[9]